# 洛桑大学
46°31′21″N 06°34′46″E / 46.52250°N 6.57944°E
洛桑大学（法語：Université de Lausanne，缩写UNIL），是瑞士的一所大学，位於西南部沃州的洛桑市。该校於1537年成立，1890年升格为大学。洛桑大学现有2000多名教职人员和1万多名学生。
2005年以前，洛桑大学采用法国教育模式，但有细微差别。目前已实施博洛尼亚进程。洛桑大学与洛桑联邦理工学院一起在莱芒湖畔组成了巨大的校区。

## 历史

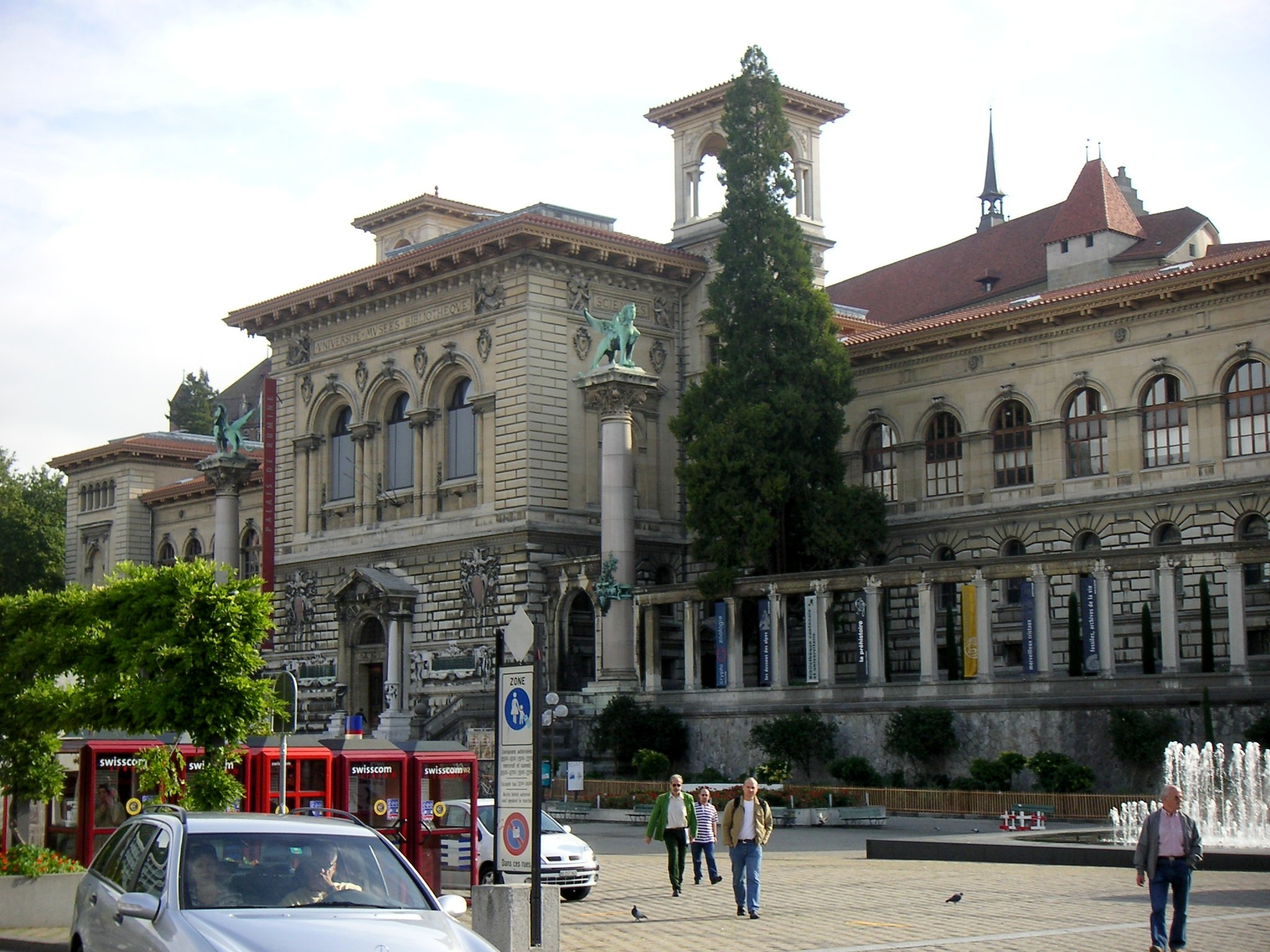
洛桑大学位于老城区的旧址，现供五家博物馆和一家图书馆使用

洛桑大学的前身是成立于1537年的Schola Lausannensis，首要任务是为教堂培养神职人员。该校当时拥有全国惟一一所法语新教神学院。1711年，让·巴贝拉克（Jean Barbeyrac）破除了当时在大学里使用拉丁语的传统，在其就职演说上使用法语。1833年，教育学院成立。1853年，工程学院的前身“洛桑特别学院”成立。1873年，药学院成立。1890年5月10日，历经数百年不断壮大发展的学校获得大学地位及名称，由亚历山大·毛雷尔（Alexander Maurer）任校长，注册学生约有300人。医学院同期成立。三年后，物理与化学学院成立。
20世纪上半叶，社会与政治科学学院、经济与工商管理学院、建筑学院（隶属于工程学院）相继成立。1970年，洛桑大学逐步从洛桑老城区搬迁到现在位于莱芒湖畔的新校区，当时学生数达到3000人。20世纪末，瑞士法语区内洛桑、日内瓦、纳沙泰尔等地使用法语教学的各大学进一步加强院校间的合作。2001年，洛桑大学、日内瓦大学和洛桑联邦理工学院共同签署了三校之间的合作协议，进行科研和教学上的合作。2003年，洛桑大学增设了生物与医学院和地球科学与环境学院。

## 教学机构
洛桑大学现有7个学院，具体为：神学与宗教研究学院、法律与司法学院、艺术学院、社会与政治科学学院、工商与经济学院（洛桑高等商学院）、地球科学与环境学院、生物学院和医学院。法律与犯罪学、生物学、医药学、地理学、环境学等学科是洛桑大学实力较强的学科。

## 附属研究所
洛桑大学下辖的职业与健康学院（Institute for Work and Health, IST）位于洛桑大学医院，是由洛桑大学和日内瓦大学共同管理的一所附属研究所。其研究经费由瑞士沃州和日内瓦州州政府共同分担。其宗旨为增进职业健康领域的教学实力和科研水平，并为外界提供专业咨询。
IST是瑞士唯一一所在职业健康领域具有一定规模的研究机构，其专业水平在瑞士国内和国际上享有良好的声誉。在职业健康领域，IST亦是世界卫生组织合作中心伙伴之一。

## 校区

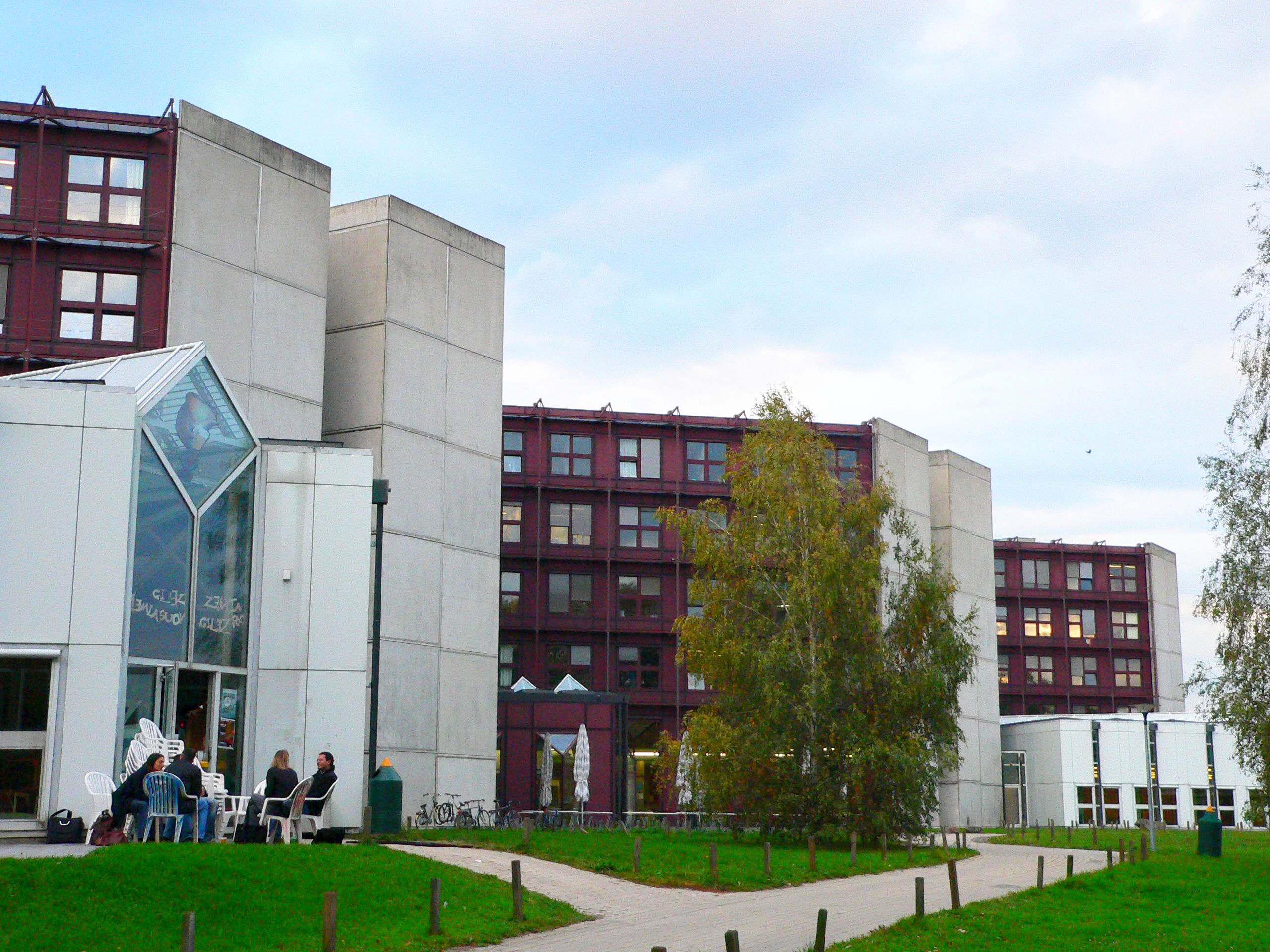
洛桑大学新校区

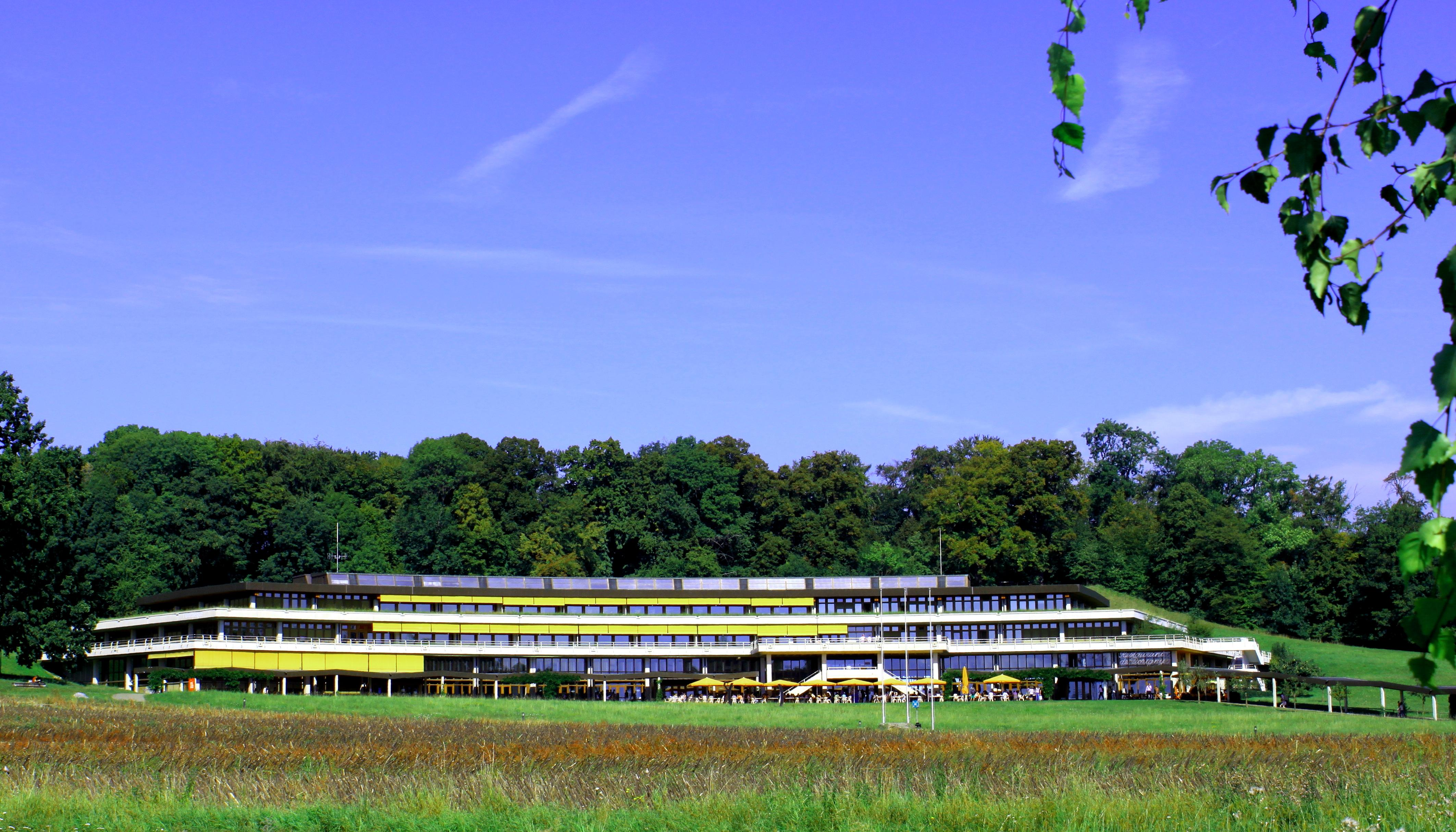

洛桑大学的校区位于莱芒湖畔，与洛桑联邦理工学院毗邻。校区各栋建筑间建有公园和植物园。图书馆位于中心位置，视野开阔，可以眺望到莱芒湖以及阿尔卑斯山脉，天气晴朗时甚至可以看到勃朗峰。

## 声誉
洛桑大学在瑞士本國、欧洲及至世界上都具有良好的声誉。2014/15年QS世界大学排名将洛桑大学排在瑞士第5位、世界第105位。莱顿大学基于科学文献引用率的排名，将洛桑大学排在世界前250所大学中的第41位（不考虑学校规模）。英国《泰晤士高等教育》2014-2015年世界大学排名将洛桑大学排在世界第136位，其中生命科学领域名列世界第56位。上海交通大学2014年世界大学学术排名将洛桑大学排在瑞士第6-7位、世界第151-200位。

## 著名人物

### 教师
- 里昂·瓦尔拉斯：经济学家，洛桑学派代表人物
- 帕累托：经济学家，洛桑学派代表人物

### 学生
- 汉斯·费歇尔：1930年诺贝尔化学奖获得者
- 乔治·德拉姆：数学家
- 拉瑪九世：泰国第九任国王，2016年駕崩
- 拉玛八世：泰国第八任国王，1946年駕崩
- 塞普·布拉特：国际足联主席
- 帕斯卡尔·库什潘：瑞士前总统
- 穆罕默德·赛义德：伊朗前总理